# Stumpwork
Stumpwork – drugi album studyjny zespołu Dry Cleaning. Został wydany 18 października 2022 roku w Stanach Zjednoczonych oraz 21 października w Europie jako LP, CD i kaseta.
Album doszedł do 11. miejsca na brytyjskiej liście przebojów UK Albums Chart oraz do 4. na liście albumów niezależnych, UK Independent Albums. 

## Album

### Historia
Członkowie Dry Cleaning swój nowy materiał najpierw testowali na dwudniowej próbie w Bristol’s Factory Studios. Nowy album nagrali pod koniec 2021 roku w Walii, w tym samym studiu (Rockfield Studios), w którym nagrywali poprzedni album, ponownie współpracując z producentem Johnem Parishem i inżynierem dźwięku Joe Jonesem. Dłuższy okres pobytu w studiu oraz praca z tym samym zespołem dał muzykom czas na eksperymentowanie, improwizację i zabawę, natomiast powodzenie poprzedniego albumu dodało im pewności siebie w ich twórczej wizji, co zaowocowało otwartością na eksplorację i tak już bogatej palety dźwięków.
Podczas realizacji albumu zespół doświadczył kilku osobistych strat – najpierw zmarła matka Lewisa Maynarda, Susan - w której garażu Dry Cleaning po raz pierwszy zagrali razem (co zainspirowało tytuł „Boundary Road”), a następnie dziadek Toma Dowse’a, którego pamięci poświęcony został nowy album.
14 czerwca 2022 roku Dry Cleaning zapowiedział wydanie albumu, zatytułowanego Stumpwork na 21 października za pośrednictwem wytwórni 4AD. Singlem promującym album był „Don't Press Me”, a do utworu powstał animowany teledysk stworzony przez Petera Millarda, udostępniony przez zespół na swoim kanale na YouTube. Szata graficzna była dziełem artystów Rottingdeana Bazaara oraz fotograf Annie Collinge. Do pierwszych 500 zamówień zaplanowano dołączenie bezpłatnego singla „Don't Press Me”, zawierającego również ekskluzywny utwór niealbumowy.

### Wydania
Album ukazał się 18 października 2022 roku w Stanach Zjednoczonych jako LP w ograniczonym nakładzie oraz 22 października w Europie, również jako LP. Tego samego dnia został wydany na całym świecie jako CD i kaseta. W Japonii do LP dołączono bonusowy singel „Don't Press Me”/„Swampy”.

### Muzyka i teksty
Stumpwork został zainspirowany licznymi wydarzeniami, koncepcjami i politycznymi niepowodzeniami, ukazanych w postaci lodowatej plątaniny ambientowych elementów odzwierciedlających pewną egzystencjalną rozpacz, lub zaskakującej żarliwości w upamiętnianiu bliskich, utraconych w poprzednim roku. W surrealistycznych tekstach pojawiła się wrażliwość na takie tematy jak: rodzina, pieniądze, polityka, samodeprecjacja i zmysłowość. Zespół zademonstrował na płycie bogactwo wpływów, którym podlegał i swoją głęboką muzykalność łącząc wybuchowe, rockowe hymny z jangle popem i ambient noise.

### Tytuł
Tytuł albumu nawiązuje do nazwy XVII-wiecznego, angielskiego trójwymiarowego haftu.

### Lista utworów
| 01. | Anna Calls From The Arctic |  |
|     |                            |  |
| 02. | Kwenchy Kups               |  |
|     |                            |  |
| 03. | Gary Ashby                 |  |
|     |                            |  |
| 04. | Driver's Story             |  |
|     |                            |  |
| 05. | Hot Penny Day              |  |
|     |                            |  |
| 06. | Stumpwork                  |  |
|     |                            |  |

| 07. | No Decent Shoes For Rain |  |
|     |                          |  |
| 08. | Don't Press Me           |  |
|     |                          |  |
| 09. | Conservative Hell        |  |
|     |                          |  |
| 10. | Liberty Log              |  |
|     |                          |  |
| 11. | Icebergs                 |  |
|     |                          |  |

| 1.  | Anna Calls From The Arctic | 4:58  |
|     |                            |       |
| 2.  | Kwenchy Kups               | 2:45  |
|     |                            |       |
| 3.  | Gary Ashby                 | 2:11  |
|     |                            |       |
| 4.  | Driver's Story             | 3:41  |
|     |                            |       |
| 5.  | Hot Penny Day              | 3:38  |
|     |                            |       |
| 6.  | Stumpwork                  | 4:12  |
|     |                            |       |
| 7.  | No Decent Shoes For Rain   | 5:58  |
|     |                            |       |
| 8.  | Don't Press Me             | 1:50  |
|     |                            |       |
| 9.  | Conservative Hell          | 3:48  |
|     |                            |       |
| 10. | Liberty Log                | 6:53  |
|     |                            |       |
| 11. | Icebergs                   | 5:23  |
|     |                            |       |
|     |                            | 45:17 |
|     |                            |       |

#### Muzycy
Wszystkie utwory napisał i wykonał Dry Cleaning w składzie:
- Florence Shaw – wokal, flet prosty, instrumenty perkusyjne
- Lewis Maynard – gitara basowa, kontrabas, organy, instrumenty perkusyjne
- Tom Dowse – gitara, lap steel guitar, instrumenty klawiszowe, loopy taśmowe, instrumenty perkusyjne, gwizdek, kazoo
- Nick Buxton – perkusja, instrumenty perkusyjne, automaty perkusyjne, instrumenty klawiszowe, syntezatory, wibrafon, saksofon tenorowy, klarnet

muzycy dodatkowi:
- Gavin Fitzjohn – saksofon tenorowy, saksofon barytonowy, skrzydłówka, trąbka
- John Parish – wibrafon, fortepian, instrumenty perkusyjne, puzon

## Odbiór

### Opinie krytyków
| Oceny łączne         | Oceny łączne |
| Publikacja           | Ocena        |
| -------------------- | ------------ |
| Album of the Year    | 83/100       |
| AnyDecentMusic?      | 8.4/10       |
| Metacritic           | 85/100       |
| Recenzje             |              |
| Publikacja           | Ocena        |
| AllMusic             | [ 13 ]       |
| The Arts Desk        | [ 14 ]       |
| God Is in the TV     | 8/10         |
| The Guardian         | [ 16 ]       |
| The Irish Times      | [ 17 ]       |
| laut.de              | [ 18 ]       |
| The Line of Best Fit | 9/10         |
| Mojo                 | [ 9 ]        |
| musicOMH             | [ 20 ]       |
| NME                  | [ 21 ]       |
| Paste                | 8.3/10       |
| Pitchfork            | 7.8/10       |
| PopMatters           | 8/10         |
| RYM                  | 3.34/5       |
| Record Collector     | [ 25 ]       |
| Rolling Stone        | [ 26 ]       |
| The Skinny           | [ 27 ]       |
| Sputnikmusic         | 3.3/5        |
| The Telegraph        | [ 29 ]       |
| Uncut                | 9.0/10       |
| Under the Radar      | 8.5/10       |

Album spotkał się z powszechnym uznaniem w oparciu o 22 recenzje krytyczne zebrane w Metacritic.
Zdaniem Heather Phares z AllMusic wczesne EP-ki Dry Cleaning i debiutancki album New Long Leg określiły jego pozycję jako jednego z bardziej charakterystycznych i ekscytujących zespołów lat 20. XXI wieku. Realizując Stumpwork zespół postawił przed sobą wyzwanie, by nie polegać na tym, co osiągnął, ale pójść dalej, co znalazło swój wyraz w takich utworach jak: 'Kwenchy Kups', 'Conservative Hell', 'Hot Penny Day', 'Anna Calls from the Arctic' czy 'Gary Ashby'.
„Słuchanie tekstów i muzyki Dry Cleaning podróżujących na różne sposoby do tego samego celu pozostaje fascynujące, a sposób w jaki otwierają swoją muzykę na Stumpwork z ciepłem, zmysłowością i humorem ujawnia jeszcze pełniej ich oryginalność” – podsumowuje recenzentka.
Drugi album Dry Cleaning nie jest radykalnym odejściem od znakomitego New Long Leg z zeszłego roku” - ocenia Dave Simpson z dziennika The Guardian. Florence Shaw według niego „nadal ma lakoniczny, beznamiętny sposób mówienia, jak ktoś leniwie gawędzący przez ogrodowy płot. Wszystko jest jednak nieco bardziej dopracowane, melodyjne i skupione. Shaw udoskonaliła swoje teksty”, którym podkład stworzyły „hipnotyzujące pejzaże dźwiękowe zespołu”.
„Szkoda, że o Dry Cleaning tak często mówi się po prostu jako o zespole postpunkowym lub, co gorsza, wrzucanym do nurtu 'sprechgesang' – zauważa Patrick Clarke z tygodnika New Musical Express dodając: „są oni czteroosobowym zespołem gitarowym, a występ Florence Shaw dryfuje pomiędzy śpiewem a mówieniem, jednak na tym takie porównania powinny się skończyć. Na drugim albumie, Stumpwork Dry Cleaning udowadniają, że są wyjątkowi.” – podsumowuje recenzent dając albumowi maksymalną ocenę (5 gwiazdek na 5 możliwych).
Również David  Murphy z magazynu musicOMH dał albumowi maksymalną ocenę 5 gwiazdek poświęcając dużo uwagi roli Florence Shaw, której „wyciszony, w pastelowych odcieniach i beznamiętny głos” porównał do automatycznej sekretarki w gabinecie dentystycznym, „oferującej egzystencjalne komentarze”. Recenzent podkreślił, iż artystka ma bogaty zasób inwencji interpretacyjnej, a na Stumpwork „możemy upajać się każdą subtelną intonacją jej wokalu, brzmiącą na tle zawiłych rytmów”. W podsumowaniu autor ocenia, iż album, „podobnie jak słowa i sposób ich przekazywania, jest również doskonały pod względem muzycznym” i „cudownie enigmatyczny”.
„Stumpwork został napisany zaraz po ukazaniu się New Long Leg, ale to zupełnie inny świat, energicznie rozszerzający podstawowe brzmienie Dry Cleaning” – stwierdza Kieran Press-Reynolds z magazynu Pitchfork wyjaśniając, iż styl zespołu to „post-punk, ale także żarliwy slow rock; to hardcore zdewastowany dadaistycznymi medytacjami; jest zimny i nastrojowy, ale także bujny i przyjazny, na przemian z pogranicza industrialnego noise’u i dream popu. Shaw jest elastyczna; nie tylko mówi, ale także wzdycha, wzdycha, nuci, a nawet śpiewa, choć robi to w samotny, półświadomy sposób, jak gdyby oszołomiona w zadumie.”
„Dry Cleaning nie byli pierwszymi, którzy wykonywali talk-rock, ale nikt inny nie ma tak czarującej prostoty jak Shaw” – konstatuje autor. 
Na Stumpwork „różnorodność pomysłów, rytmów, tempa i faktur naprawdę robi mocne wrażenie od pierwszego przesłuchania”, jego muzyka „zdecydowanie się rozwinęła, a piosenki są bardziej finezyjne” – uważa Ross Horton z The Line of Best Fit oceniając, iż jest to album „kluczowy i jeden z najlepszych w 2022 roku”.
Rinko Heidrich z laut.de przypuszcza, że „dostatecznie schłodzony brak ekscytacji między post-punkiem a dream-popem może nie uczynić drugiego albumu Dry Cleaning komercyjnym wydarzeniem sezonu, ale mimo to przebije wiele tak modnych albumów z 2022 roku”.
„Jest to godny następca ich debiutu, wyprodukowany ponownie przez Johna Parisha” – twierdzi Ed Jupp z God Is in the TV i dodaje: „nie mogę się doczekać, aby zobaczyć, dokąd pójdą z trzecim albumem. Nie jestem do końca pewien, co to za włosy na okładce...”.

### Listy tygodniowe
| Kraj            | Lista                      | Pozycja |
| --------------- | -------------------------- | ------- |
| Belgia          | Ultratop (Flandria)        | 30      |
| Belgia          | Ultratop (Walonia)         | 135     |
| Niemcy          | Offizielle Deutsche Charts | 51      |
| Portugalia      | Portuguese Charts          | 33      |
| Szkocja         | Scottish Albums Chart      | 9       |
| Wielka Brytania | UK Albums Chart            | 11      |
| Wielka Brytania | UK Independent Albums      | 4       |
| Wielka Brytania | UK Download Albums         | 7       |
| Wielka Brytania | UK Physical Albums         | 6       |
| Wielka Brytania | UK Record Store Albums     | 5       |
| Wielka Brytania | UK Sales Albums            | 6       |
| Wielka Brytania | UK Vinyl Albums            | 5       |

### Rankingi na koniec roku
| Magazyn         | Kategoria                        | Miejsce    |
| --------------- | -------------------------------- | ---------- |
| Crack Magazine  | Best Albums of 2022              | 38         |
| DIY             | DIY's Albums of 2022             | 10         |
| Mojo            | The 50 Best Albums of 2022       | 9          |
| NME             | The 50 Best Albums of 2022       | 25         |
| Paste           | The 50 Best Albums of 2022       | 37         |
| PopMatters      | The 25 Best Indie Albums of 2022 | 4          |
| Slant Magazine  | The 50 Best Albums of 2022       | 31         |
| Slate           | The Best Albums of 2022          | wspomniany |
| Uncut           | The Best New Albums of 2022      | 24         |
| Under the Radar | The 100 Best Albums of 2022      | 13         |
| Uproxx          | The Best Indie Albums Of 2022    | nie podane |